# 绵鳚亚目
綿䲁亞目為輻鰭魚綱鱸形目的其中一個亞目。

## 分類
綿䲁亞目下分9科：
- 深海鳚科（Bathymasteridae）
- 绵鳚科（Zoarcidae）
- 线鳚科（Stichaeidae）
- 隐棘鳚科（Cryptacanthodidae）
- 锦鳚科（Pholidae）
- 狼鳚科（Anarhichadidae）
- 翎鳚科（Ptilichthyidae）
- 船首鳚科（Zaproridae）
- 蝮鳚科（Scytalinidae）